# 伊藤萬助 (2代目)
2代目伊藤 萬助（いとう まんすけ、明治12年（1879年）3月29日 - 昭和38年（1963年）3月22日）は、日本の実業家。大阪府多額納税者。伊藤萬商店社長。伊藤萬会長。大日本紡績、和歌山染工、宮川モスリン、日本レイヨン（現：ユニチカ）、太陽レーヨン（現：帝国繊維）各監査役。羽州屋、洋反物商。前名卯三郎。
先代伊藤萬助の長男。

## 人物像
趣味は謡、書画、骨董。宗教は真宗。住所は兵庫県神戸市東灘区御影町郡家字寺ノ前。大阪市東区在籍。

## 家族・親族

### 伊藤家
（大阪府大阪市東区本町、兵庫県神戸市東灘区御影町）
- 父・萬助[2]
- 母・しな（大阪、中村平兵衛二女[2]）

万延元年11月生 - 没
- 弟

萬治郎（分家、伊藤萬専務）
明治16年（1883年）3月生 -昭和40年（1965年）5月30日没
同妻・カナ（大阪貯蓄銀行頭取山口竹治郎妹）
良三（分家、3代伊藤萬社長）
明治26年（1893年）11月生 - 昭和54年（1979年）10月31日没
豊四郎（分家、ユニチカ常務）
明治31年（1898年）1月生 - 平成2年(1990年)12月21日没
- 妹

萬龜（分家して大谷藤治郎を迎える）
明治22年（1889年）11月生 - 没
ます（大阪府多額納税者、高田久右衛門に嫁す）
明治19年（1886年）3月生 - 没
- 妻・きぬ（滋賀、塚本助右衛門二女[2]）

明治16年（1883年）6月生 - 没
- 養子・寛（伴延太郎八男[3]、伊藤萬社長[3]・関西経済同友会代表幹事。）

明治43年（1910年）3月4日生 - 平成2年（1990年）5月4日没
- 長女・静子（寛妻[3]）

明治44年（1911年）11月生 - 没

## 関連
- 伊藤萬